# Список албанських монархів

Герб Албанського королівства (1928–39), остання монархія Албанії

Ця стаття містить перелік албанських монархів . Албанія була вперше створена династією Прогонів у 1190 році. Прогон, володар Круї, був першим монархом нації.

## КнязіАрбанонські(1190—1255)

### Династія Прогонів
- Прогон (1190—1198)
- Джин Прогоні (1198—1208)
- Димітрі Прогоні (1208—1216)

### Інші
- Григорій Камонас (1216—1253)
- Голем (1253–55)

## КороліАлбанії(1272—1294)

### Анжуйська династія
- Карл I (1272—1285)
- Карл II (1285—1294)

Карл II передав свої права на Албанію своєму сину Філіпу II у 1294 році. Філіпп II панував як «Володар Королівства Албанія».

## Володарі Королівства Албанія (1294—1332)

### Анжуйська династія
- Філіп I (1294—1332)
- Роберт (1332)

## Герцоги Дураццо (1332—1368)

### Анжуйська династія
- Іоанн (1332—1336)
- Карл (1336—1348)
- Йоанна (1348—1368)
  - Луї (1365—1368), правив від імені своєї дружини.

## ГерцогиВалони(1332—1417)

### Династія Шишмановичів
- Йон Комненос Асен (1332—1363)
- Олександр Комненос Асен (1363—1372)
- Комнена (1372—1395)
- Ружина (1395—1417)

## КнязіБерата(1335—1444)
- Андреа II Музака (1335—1372)
- Теодор І Музака (1372—1389)
- Теодор II Музака (1389—1417)
- Теодор III Музака (1417—1444)

## Деспоти Анжелокастрона та Лепанто (1358—1374)
- Джин Буа Шпата (1358—1374)

## Депоти Арти (1358—1416)

### Династія Лоша
- П'єтер Лоша (1358—1374)

### Династія Шпата
- Джин Буа Шпата (1374—1399)
- Мурік Шпата (1399—1415)
- Якуп Шпата (1415—1416)

## Князі Албанії (1368—1444)
Династія Топія
- Карл Топія (перше правління) (1368—1382)
- Карл Топія (друге правління) (1385—1387)
- Джіержі Топія (1387—1392)
- Нікете Топія (1392—1416 / 17)
- Андреа Топія (1417—1444)

## Князь Гірокастеру (1386—1416)
- Гьон Зенебіші (1386—1416)

## Князі Дукаджіні (1387—1444)
- Пал I Дукаджіні та Лека I Дукаджіні (1387—1393)
- Тануш Дукаджіні (1393—1438)
- Пал II Дукаджіні (1438—1444)

## Князі Кастріоті (1389—1444)
- Гьон Кастріоті (1389—1417)
- Георг Кастріоті (1443—1444)

## Князі Албанії (1444—1479)
Кастріоті
- Георг Кастріоті Скандербег (1444—1468)

Сім'я Дукаджіні
- Лека Дукаджіні (1468—1479)

## Князі сучасної Албанії (1914)

### Рід Від
| # | Ім'я      | Портрет | Народження та смерть                                                                               | Початок правління   | Царювання закінчилося                                       | Шлюби                                           | Правонаступництво право |
| - | --------- | ------- | -------------------------------------------------------------------------------------------------- | ------------------- | ----------------------------------------------------------- | ----------------------------------------------- | ----------------------- |
| 1 | Вільгельм |         | 26 березня 1876 року, Нойвід (Німецька імперія) — 18 квітня 1945 року, Предял (Румунія) (69 років) | 7 березня 1914 року | 3 вересня 1914 року (фактично), 31 січня 1925 року (де-юре) | Принцеса Софі, 30 листопада 1906 року [2 дітей] |                         |

## Король албанців (1928—1939)

### Будинок Зогу
| # | Ім'я   | Портрет | Народження та смерть                                                                                               | Початок правління   | Царювання закінчилося | Шлюби                                              | Правонаступництво право |
| - | ------ | ------- | --- | ------------------- | --------------------- | -------------------------------------------------- | ----------------------- |
| 1 | Зогу I |         | 8 жовтня 1895 року,Бургайєтський замок (Османська імперія) — 9 квітня 1961 року, Сюрен (Франція) (у віці 65 років) | 1 вересня 1928 року | 7 квітня 1939 року    | Королева Джеральдіна, квітень 1938 року [1 дитина] |                         |

### Глави Дому Зогу (1939— теперішній час, не правлячи)
| # | Ім'я    | Портрет | Народження та смерть                                                                                                | Початок правління      | Царювання закінчилося  | Шлюби                                              | Правонаступництво право |
| - | ------- | ------- | --- | ---------------------- | ---------------------- | -------------------------------------------------- | ----------------------- |
| 1 | Зогу I  |         | 8 жовтня 1895 року, Бургайєтський замок (Османська імперія) — 9 квітня 1961 року, Сюрен (Франція) (у віці 65 років) | 7 квітня 1939 року     | 9 квітня 1961 року     | Королева Джеральдіна, квітень 1938 року [1 дитина] |                         |
| 2 | Лека I  |         | 5 квітня 1939 року, Тирана — 30 листопада 2011 року, Тирана (у віці 72 роки)                                        | 9 квітня 1961 року     | 30 листопада 2011 року | Коронна принцеса Сьюзен, 1975 рік [1 дитина]       | Син Зогу I              |
| 3 | Лека II |         | 26 березня 1982 року,Йоганнесбург (Південна Африка)                                                                 | 30 листопада 2011 року |                        | Коронна принцеса Елія, 2016 рік                    | Син Лека I              |

## Італійська окупація(1939—1943)

### Савойський дім
| # | Ім'я                | Портрет | Народження та смерть                                                                          | Початок правління   | Царювання закінчилося | Шлюби                                         | Правонаступництво право                       |
| - | ------------------- | ------- | --------------------------------------------------------------------------------------------- | ------------------- | --------------------- | --------------------------------------------- | --------------------------------------------- |
| 1 | Віктор Еммануїл III |         | 11 листопада 1869 року, Неаполь — 28 грудня 1947 року, Олександрія (Єгипет) (у віці 78 років) | 16 квітня 1939 року | 8 вересня 1943 року   | Королева Олена, 24 жовтня 1896 року [5 дітей] | Нащадок Анжуйської династії. Зрікся престолу. |